# Gobiceratops
Gobiceratops is een geslacht van plantenetende dinosauriërs, behorend tot de Neoceratopia, dat tijdens het late Krijt (Campanien-Maastrichtien) leefde in het gebied van het huidige Mongolië.

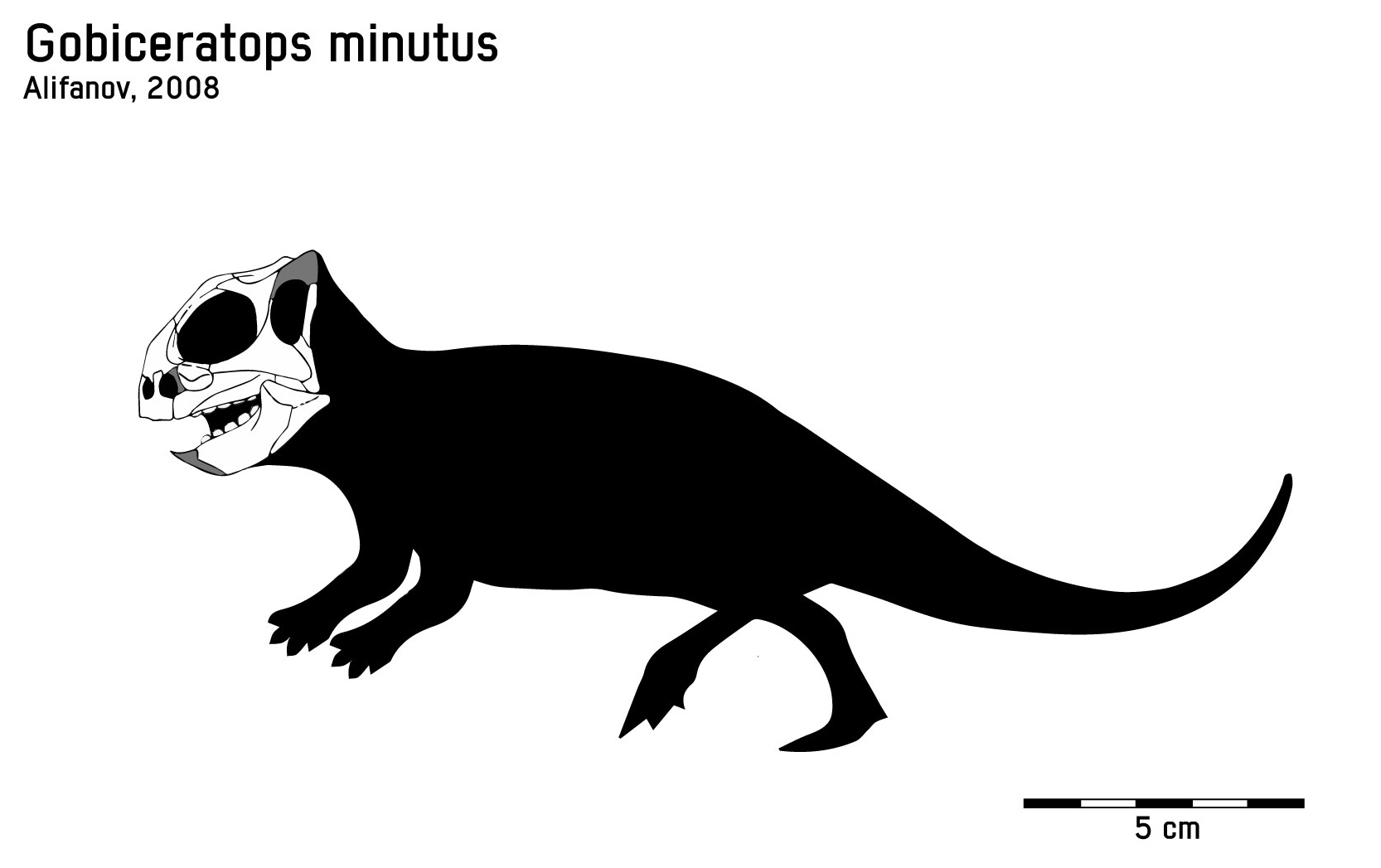
Een diagram van het bewaarde materiaal

De typesoort Gobiceratops minutus is in 2008 beschreven door Wladimir Alifanov. De geslachtsnaam verbindt de vindplaats, de Gobi-woestijn, met de uitgang "ceratops", "hoorngezicht", die veel voorkomt bij de namen van de Ceratopia. De soortaanduiding verwijst naar de geringe grootte van het fossiel.
Gobiceratops is beschreven op grond van holotype PIN no. 3142/299, bestaande uit fragmentarische resten van een schedel die eerst werd toegeschreven aan Microceratops gobiensis. De schedel is slechts 3,5 centimeter lang en behoorde kennelijk tot een juveniel dier met een lengte van een tien centimeter, doch toont op sommige plaatsen ook al tekenen van vergroeiing van de schedeldelen. De vorm van het neusgat lijkt te duiden op een nauwe verwantschap met de in dezelfde aardlagen aangetroffen Bagaceratops rozdestvenskyi, maar Alifanov meent, mede vanwege de partiële vergroeiing, dat het fossiel niet simpelweg een jong van deze soort betreft, hoewel er geen andere juveniele fossielen bekend zijn die als vergelijkingsmateriaal kunnen dienen. Alifanov ziet de soort als een ondersteuning van de hypothese dat de ruimere groep van de Bagaceratopidae van een (paleo)aziatische oorsprong is.
In 2019 stelde Łukasz Czepiński dat Gobiceratops toch een jonger synoniem was van Bagaceratops.